# Ancho de tres pies suecos

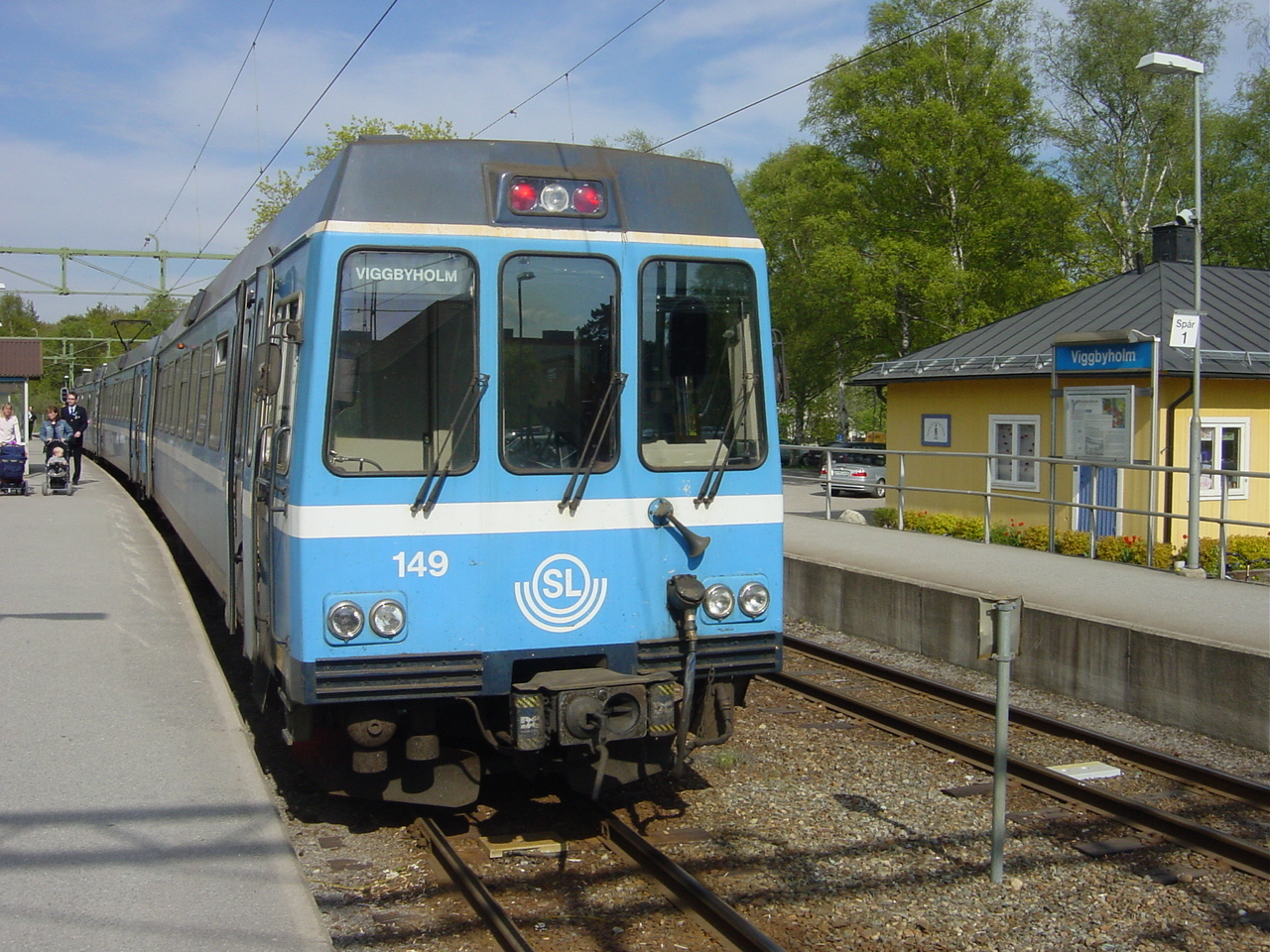
El Ferrocarril de Roslagen, una línea suburbana al norte de Estocolmo que utiliza el ancho sueco de tres pies

La vía de tres pies suecos tiene un ancho de 891 mm (2' 11,10"). Como indica su nombre, corresponde a tres pies en el antiguo sistema de medición sueco.
Es un ancho exclusivo de los ferrocarriles de vía estrecha de Suecia, conocidos con el nombre de "trefotsbanor". Llegó a ser el tipo de vía estrecha más común en Suecia, pero su longitud se ha reducido a tan solo 65 km en servicio.

## Historia
La red de ferrocarriles de vía estrecha de tres pies llegó a tener una considerable extensión en Suecia, pero la mayoría de estas líneas se fueron cerrando. Algunas se convirtieron al ancho estándar (el último fue el KBJ, Kalmar-Berga Järnväg, entre Berga y Kalmar en la década de 1970), y solo algunos trayectos permanecen como ferrocarriles históricos. 
El único ferrocarril comercial sueco de tres pies de ancho todavía en uso es el suburbano Roslagsbanan (el ferrocarril de Roslag), que opera en el noreste de Estocolmo. Su continuidad parece garantizada en el futuro, dado que estaba previsto recibir nuevos trenes en 2020 e incluso hay planes para una nueva línea para conectar este ferrocarril al aeropuerto de Arlanda.
Una línea de derivación del Roslagsbanan, la Långängsbanan, se construyó en 1911 y funcionó durante algunos años como un tranvía de vía estándar aislado del resto de la red, en anticipación de una conversión planificada de la línea principal para aumentar su capacidad, pero esos planes quedaron en nada y el ramal se reconstruyó con vía de tres pies en 1934. Está cerrado desde 1966. 
El Nordmark-Klarälvens Järnväg (NKlJ) era una red de 175 km compuesta de diferentes líneas construidas a partir de 1873. Fue electrificado en 1920, con 15 locomotoras AEG. Una nueva clase de 5 locomotoras (ASEA) entró en servicio en 1961. La red fue desmantelada en 1990. Solo el tramo Karlstad-Skoghall fue transformado al ancho estándar y transferido al SJ. (artículo en sueco). 
El ferrocarril sueco de tres pies más largo que queda es la línea histórica de 126 km desde Åseda a Virserum, Hultsfred y Västervik. Los 70 km (43,5 mi) entre Hultsfred y Västervik son operados por trenes turísticos diarios en el verano, incluidos 4 km (2,5 mi) de vía de ancho mixto. Ferrobuses turísticos también recorren el trayecto lo largo de los 27 km más al sur (Åseda-Virserum), aunque con menor frecuencia. La sección central (Virserum-Hultsfred, 29 km) solo es utilizada por dresinas. 
El ferrocarril de vía estrecha Vadstena - Fågelsta era parte de una red más grande en Östergötland.
La diferencia de calibre con el ancho de 900 mm (2' 112/5"), mucho más utilizado internacionalmente, es pequeña, de tan solo 9 mm, por lo que algunos vehículos usados de este ancho han sido importados a Suecia, siendo sometidos a una ligera adaptación de la geometría de las ruedas.